# Saint-Martin-sur-le-Pré
Saint-Martin-sur-le-Pré è un comune francese di 833 abitanti situato nel dipartimento della Marna nella regione del Grand Est.

## Società

### Evoluzione demografica
Abitanti censiti